# Cô gái từ quá khứ
Cô gái từ quá khứ (tên tiếng Anh: Girl From The Past) là một bộ phim điện ảnh Việt Nam thuộc thể loại tâm lý – giật gân – chính kịch ra mắt vào năm 2022 do Bảo Nhân và Namcito làm đạo diễn, viết kịch bản và đồng sản xuất. Bộ phim có sự tham gia diễn xuất của các diễn viên chính gồm Ninh Dương Lan Ngọc, Kaity Nguyễn, Lê Xuân Tiền, Lãnh Thanh, Lê Khanh và Hữu Châu.
Bộ phim được khởi chiếu chính thức tại Việt Nam từ ngày 13 tháng 10 năm 2022.

## Nội dung
Đang tất bật chuẩn bị cho đám cưới triệu đô cùng chàng Jack điển trai, đại mỹ nhân showbiz Ms. Q/Hoàng Quyên (Ninh Dương Lan Ngọc) bất ngờ mất tích một cách bí ẩn ngay sau khi gặp lại Quỳnh Yên (Kaity Nguyễn), một người bạn đã mất liên lạc từ 15 năm trước. Ngay lập tức, các rắc rối liên tục ập đến, kéo theo những bí mật đen tối của cả hai dần bị lột trần.

## Diễn viên
- Ninh Dương Lan Ngọc
- Kaity Nguyễn
- NSND Lê Khanh
- Hữu Châu
- Lãnh Thanh
- Lê Xuân Tiền

## Sản xuất
Cô gái từ quá khứ được xem như ngoại truyện của phần 2 và 3 của Gái già lắm chiêu, mang đến số phận khác của Ms.Q Hoàng Quyên - nhân vật quen thuộc của Ninh Dương Lan Ngọc. Diễn viên Lan Ngọc có chia sẻ đây là dự án đầu tiên mà nữ diễn viên phải khỏa thân hoàn toàn.
NSND Lê Khanh chia sẻ đã phải lột bỏ son phấn, khước từ quần là áo lượt để hóa thân thành bà quản gia già lấm lem, tàn tạ.

## Doanh thu
Trong tuần đầu tiên khởi chiếu, Cô gái từ quá khứ đã đứng đầu doanh thu phòng vé tại Việt Nam và bỏ xa vị trí thứ hai. Sau 9 ngày công chiếu chính thức thì bộ phim đã cán mốc được hơn 50 tỷ đồng. Từ lúc Black Adam được khởi chiếu tại Việt Nam thì bộ phim đã mất đi top 1 doanh thu phòng vé trong nước.

## Đánh giá
Tác giả Mai Nhật của tờ báo VnExpress đã gọi bộ phim "trội hình ảnh, yếu kịch bản". Tác giả cũng chia sẻ, "Người xem có thể thắc mắc về một số tình huống liệu có thật sự diễn ra, hay chỉ trong tưởng tượng của nhân vật. Việc đạo diễn lật lại câu chuyện ở khúc cuối cũng khó tạo bất ngờ, bởi một số tình tiết đã được cài cắm từ đầu". Báo Thanh Niên đã gọi bộ phim có lối kể chuyện trần thuật lê thê nửa đầu.
Trong khi đó, tờ Zing News có đưa nhận định, "Kịch bản cũng không được đánh giá cao vì nhiều lỗi, tình tiết cài cắm chưa tốt, twist cũ và còn khiên cưỡng". Tờ báo Phụ nữ Online có ghi, "Do muốn phim có yếu tố ly kỳ, bất ngờ, hấp dẫn nên đạo diễn đã đan xen các cảnh quá khứ, hiện tại, trộn lẫn giữa hư và thực, nhiều chi tiết bị lướt qua, làm cho phim khó hiểu" và "Mật ngọt, mật đắng đều nhàn nhạt như nước pha màu".

## Giải thưởng
| Năm  | Giải thưởng                        | Hạng mục                            | (Người) đề cử        | Kết quả   | Tham khảo |
| ---- | ---------------------------------- | ----------------------------------- | -------------------- | --------- | --------- |
| 2022 | Giải Mai Vàng                      | Nữ diễn viên điện ảnh – truyền hình | Ninh Dương Lan Ngọc  | Đoạt giải | [ 15 ]    |
| 2023 | Liên hoan phim Việt Nam lần thứ 23 | Kỹ xảo xuất sắc - phim Điện ảnh     |                      | Đoạt giải |           |
| 2023 | Liên hoan phim Việt Nam lần thứ 23 | Quay phim xuất sắc – phim Điện ảnh  | Nguyễn Phan Linh Đan | Đoạt giải |           |